# Brembo (entreprise)
Pour les articles homonymes, voir Brembo.
Brembo S.p.A. est une société italienne basée à Stezzano, près de Bergame, spécialisée dans les systèmes de freinage. La marque est réputée, notamment grâce à son implication en compétition de très haut niveau, comme en Formule 1, en MotoGP ou Superbike. Elle est membre de l'association européenne des équipementiers automobiles, le CLEPA.

## Historique

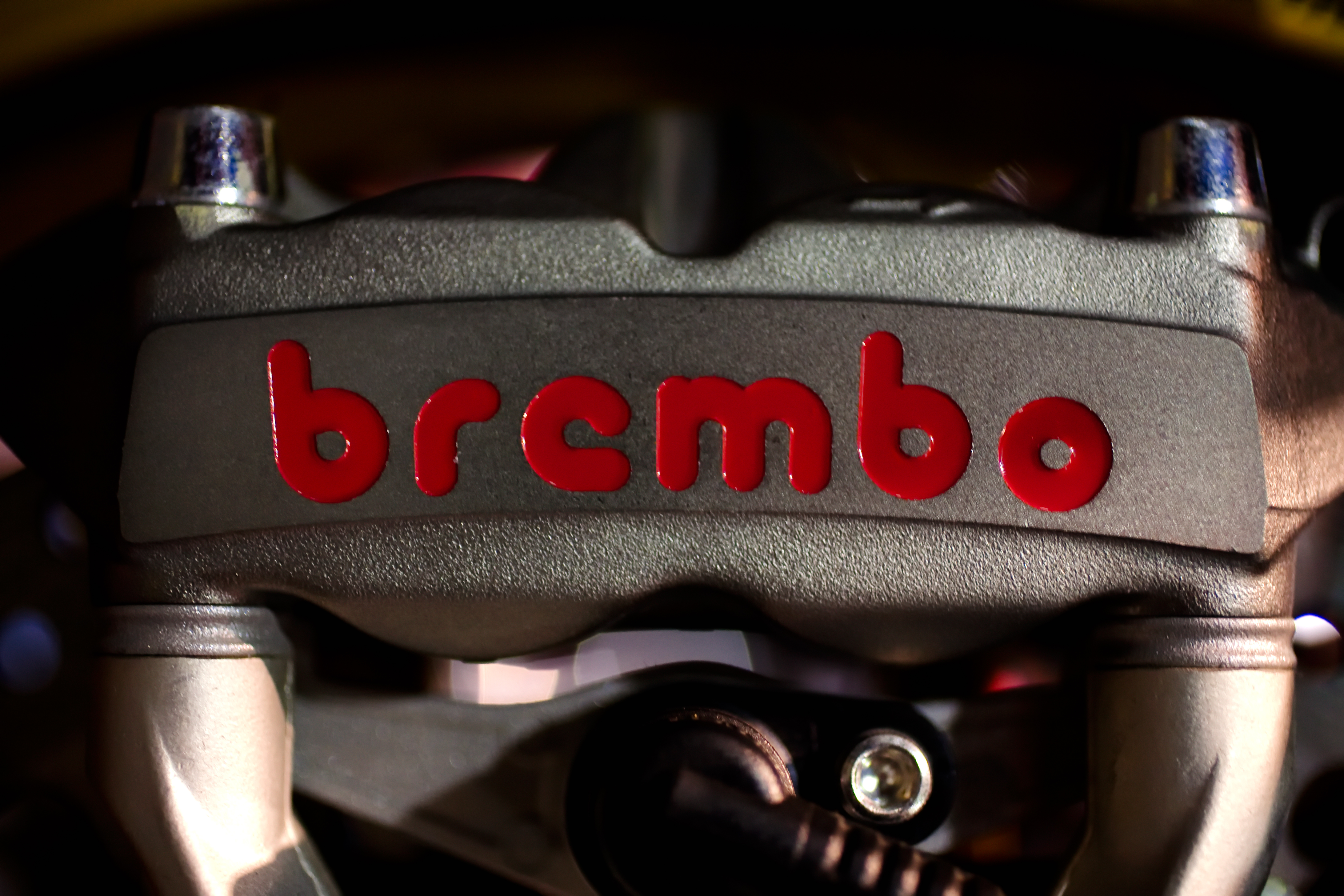

Brembo est fondée en 1961 par Emilio Bombassei, l'entreprise n'est alors qu'un petit garage.
En 1964, Brembo fabrique ses premiers disques de frein comme pièces de remplacement. Cette production sera suivie par la fabrication d'autres éléments de système de freinage. L'entreprise se forge rapidement une réputation internationale et en 1965, elle compte 28 employés.
En 1972, la firme commence à produire des systèmes de freinage pour les motos fabriquées en Europe, notamment pour la marque italienne Moto Guzzi et deviendra leader sur ce segment.
En 1975, Enzo Ferrari contacte Brembo pour que la société équipe les Formule 1 de son écurie. L'entreprise emploie alors 146 personnes.
En 1980, Brembo innove avec la fabrication d'étriers de freins en aluminium.
En 1983, Kelsey-Hayes, une multinationale américaine produisant des systèmes de freinage entre au capital de Brembo et en 1985, le nombre d'employés atteint 335 personnes. La firme italienne reprendra les parts de Kelsey-Hayes dix ans plus tard en 1993 et sera cotée en bourse à Milan en 1995. Elle compte alors 1 115 employés.
Les années 2000 seront marquées par de nombreuses acquisitions et partenariats dans le monde entier. En 2003, Brembo Ceramic Brake Systems SpA est fondée avec Daimler Chrysler AG pour fabriquer des disques de freins en céramique.
En 2009, Brembo inaugure une nouvelle usine en Inde et parallèlement, le fabricant italien lance la marque Bybre entièrement dédiée aux systèmes de freinage pour les marchés russes, brésiliens, indiens et chinois.
En 2020, Brembo acquiert SBS Friction, filiale du groupe danois SBS spécialisée dans la fabrication de plaquettes de frein pour deux-roues.
En 2021, Brembo rachète la société espagnole de fabrication de systèmes de freinage moto J.Juan pour 70 millions d'euros.
Aujourd'hui, Brembo équipe d'origine les motos Triumph, MV Agusta, KTM, BMW, Harley-Davidson, Ducati ou Moto Guzzi et des automobiles, comme toutes celles produites par Alfa Romeo, Porsche, Aston Martin, Audi, Ferrari , Lamborghini et Renault Sport, ainsi que certains modèles de  motoneiges Ski-Doo.

## Galerie

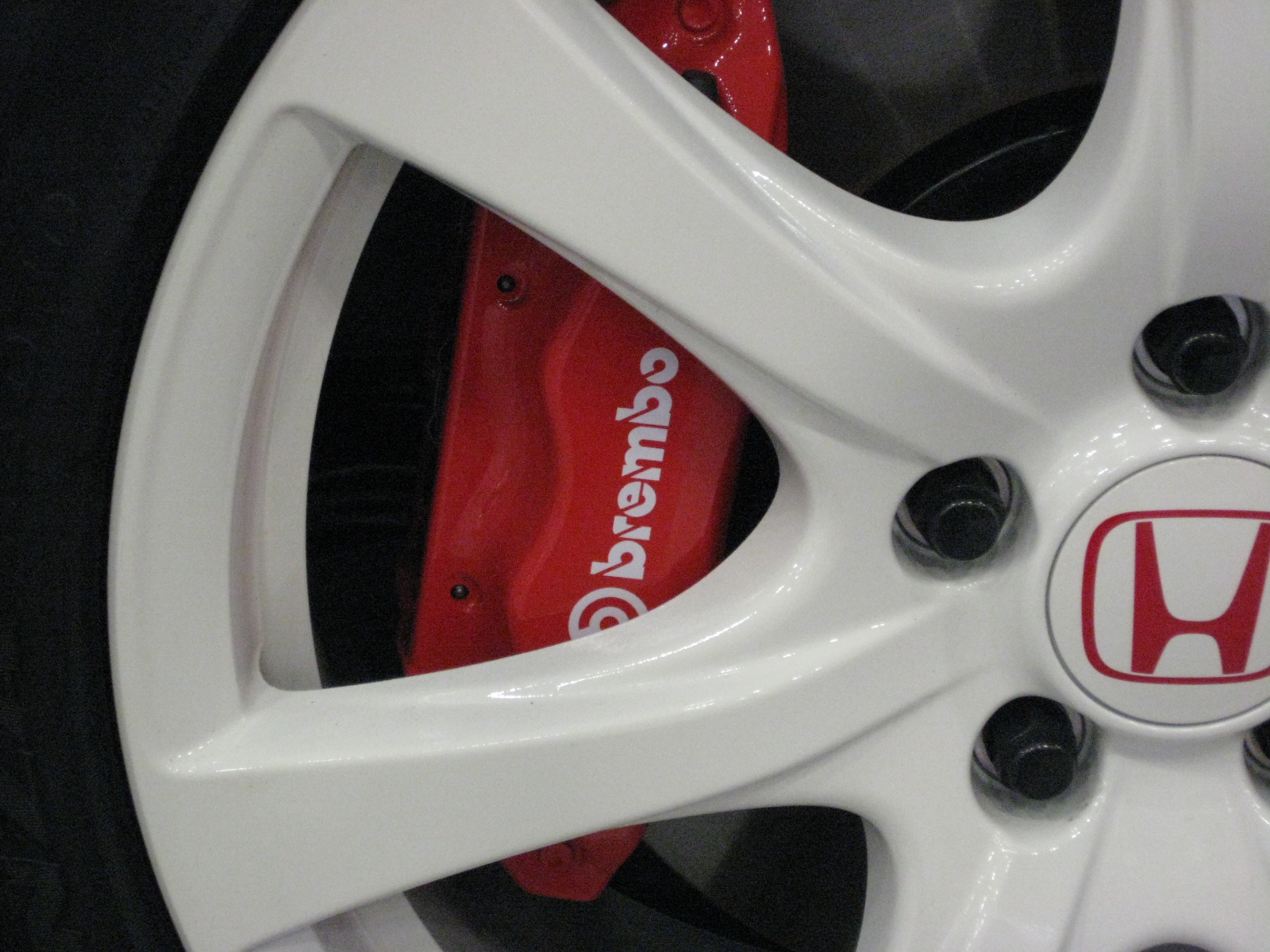
Freins Brembo sur une Honda Civic Type R.
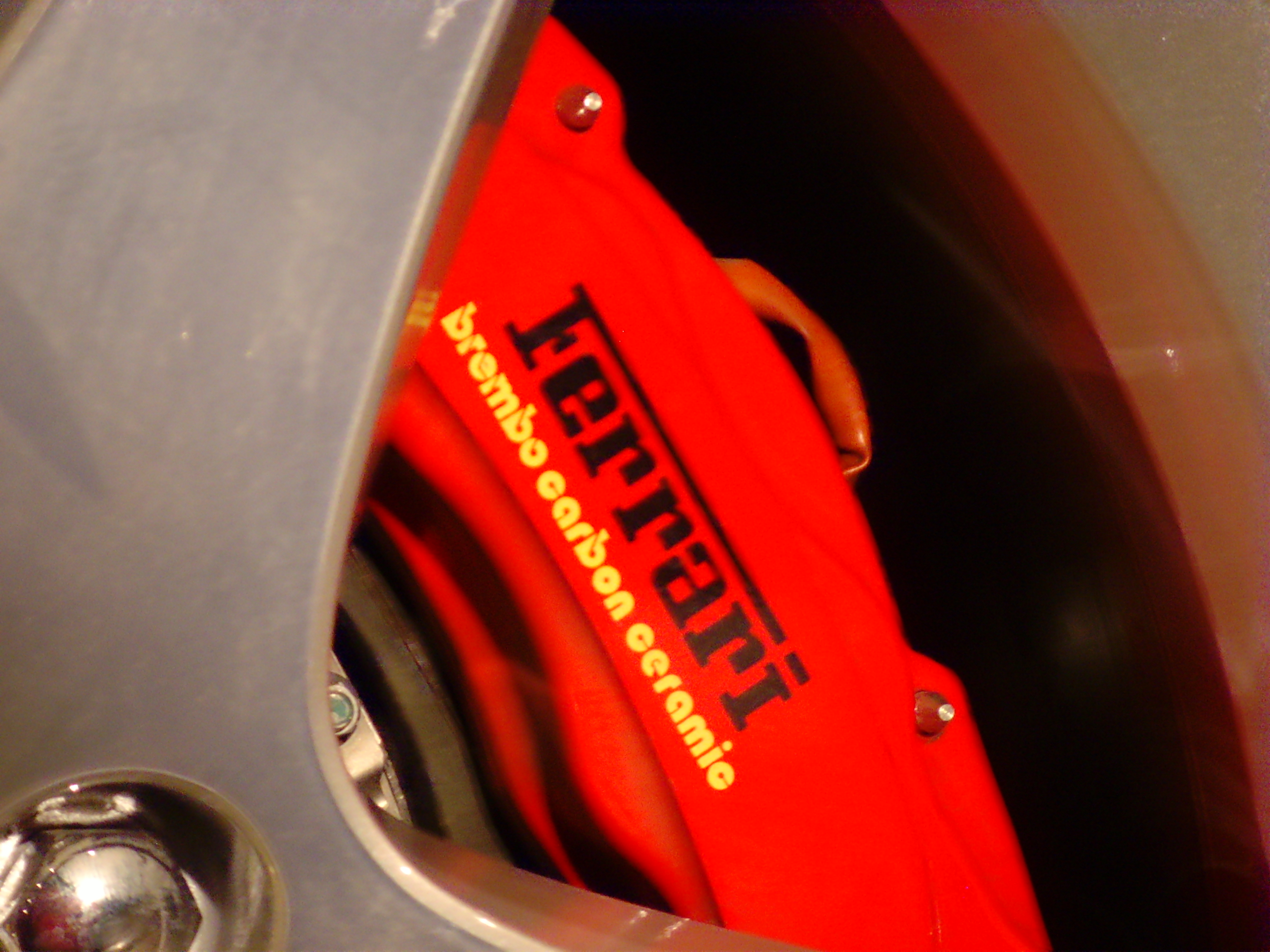
Freins Brembo carbone/céramique sur une Ferrari California.
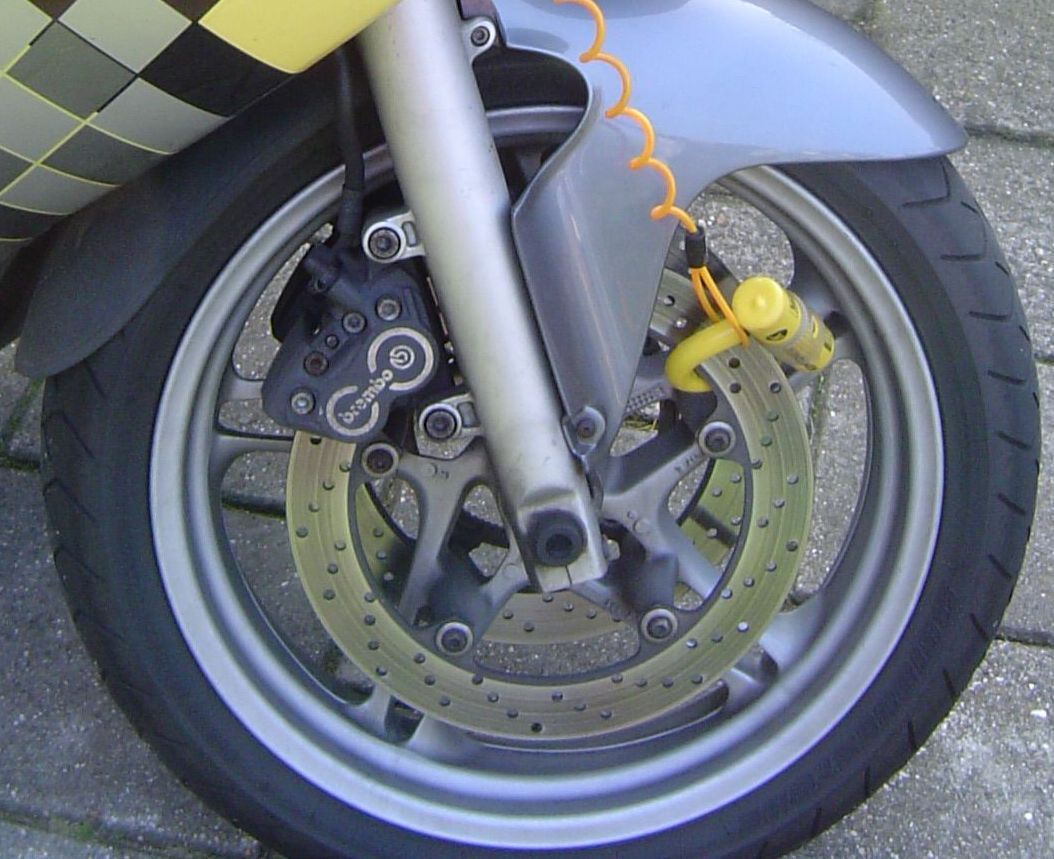
Un étrier axial Brembo 2 pistons sur une moto BMW.
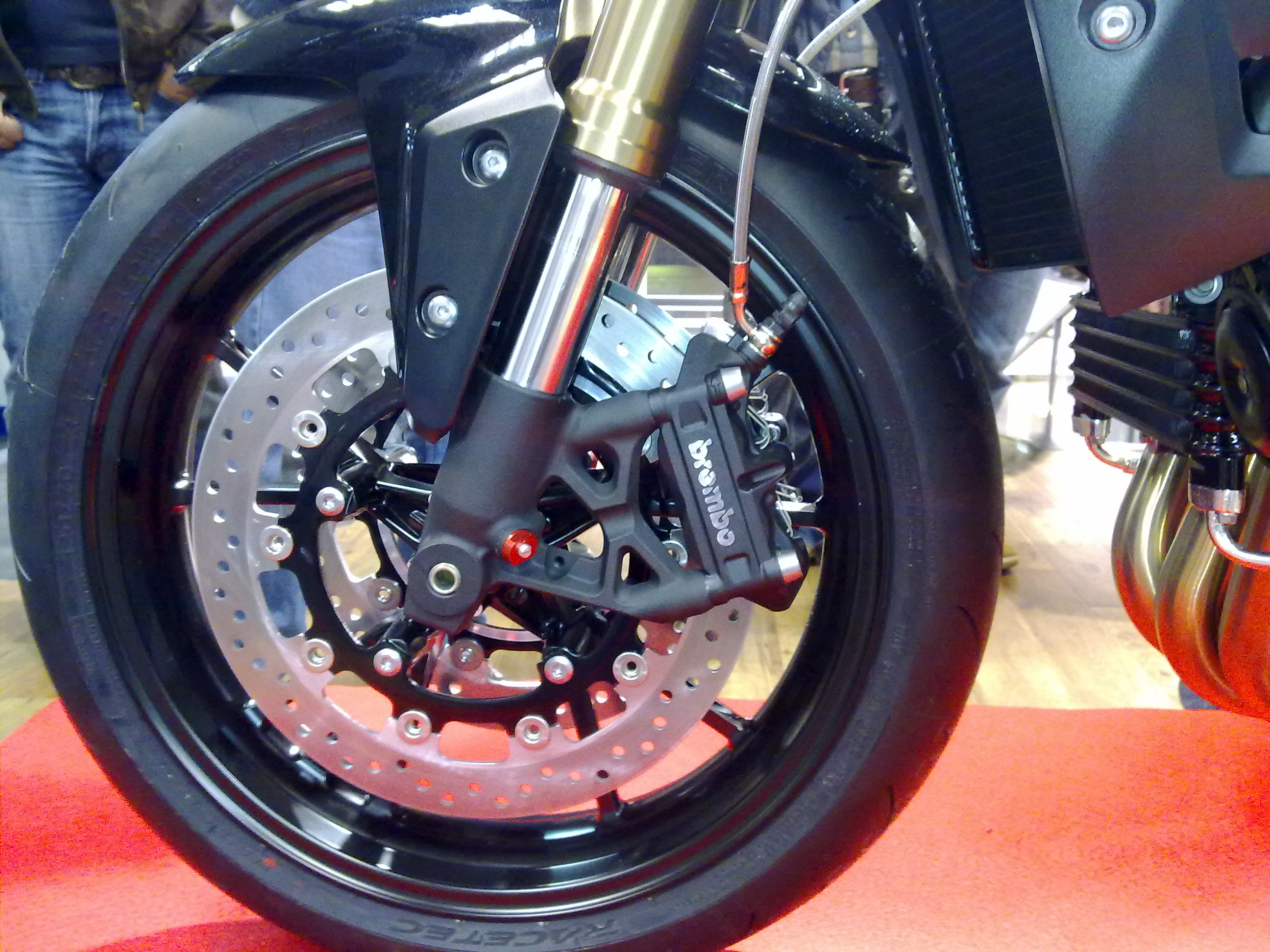
Étrier radial Brembo 4 pistons sur disque flottant perforé de 320mm d'une Triumph Speed Triple 2011